# Stefan Kiechle

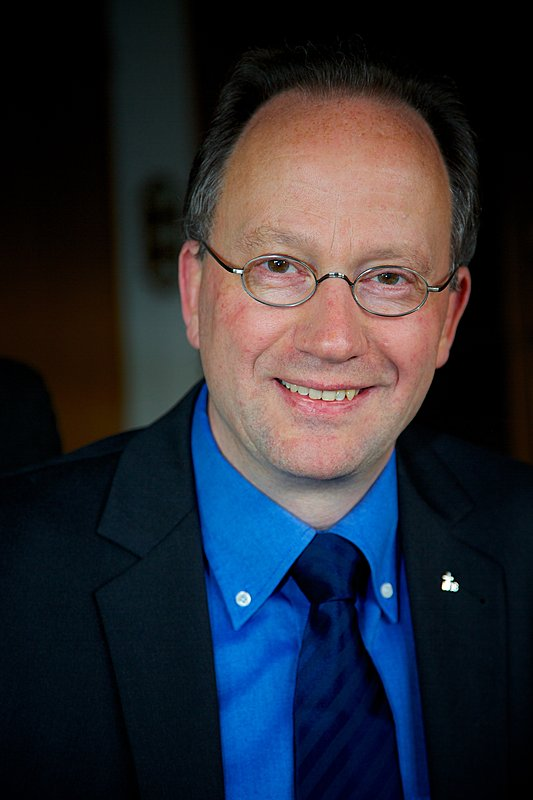
P. Stefan Kiechle SJ war von 2010 bis 2017 Provinzial der deutschen Jesuitenprovinz. (Foto: 2013)

Stefan Kiechle (* 1960 in Freiburg im Breisgau) ist ein deutscher Jesuit und katholischer Theologe. Von 2010 bis 2017 war er Provinzial der Deutschen Provinz der Jesuiten. Seit 1. Januar 2018 ist er Chefredakteur der Kulturzeitschrift „Stimmen der Zeit“ und Delegat der deutschen Jesuitenprovinz für Ignatianische Spiritualität.

## Werdegang
Stefan Kiechle studierte Theologie in Freiburg und in Jerusalem. 1982 trat er dem Jesuitenorden bei. Er studierte weiter Theologie und Philosophie in München und Frankfurt (Philosophisch-Theologische Hochschule Sankt Georgen) und wurde 1989 in München zum Priester geweiht.
Danach schloss Kiechle ein Doktoratsstudium in Paris zum Thema ignatianische Spiritualität an und promovierte 1994 zum Doktor der Theologie. Sein Terziat verbrachte er 1995 in Chile. Von 1995 bis 1998 war er Hochschulseelsorger an der Universität München in München. Von 1998 bis 2007 war er Novizenmeister in Nürnberg, danach war er Leiter der Beratungsstelle „Offene Tür“ in Mannheim, leitete Exerzitien und nahm Lehraufträge wahr.
Vom 1. September 2010 bis zum 31. Mai 2017 war Kiechle als Nachfolger von Stefan Dartmann Provinzial der Deutschen Provinz der Jesuiten.
Die Wahl des Jesuiten Jorge Mario Bergoglio zum Papst Franziskus wertete Kiechle als „positives Signal für die Kirche“. Es sei generell jedoch überraschend, da Jesuiten gewöhnlich nicht nach „Ämtern und Würden streben, sich diesen aber nicht verweigern“ wenn sie dazu berufen werden. Jesuitisch sei die Mahnung des Papstes, die Kirche müsse an die Grenzen, an die Peripherie gehen, hinaus zu den Menschen, ebenso die Aufforderung, sich den Armen zuzuwenden, und auch der Wunsch nach einem einfachen Stil in der Liturgie und im persönlichen Leben.

## Schriften
Gemeinsam mit Igna Cramp CJ und Stefan Hofmann SJ gibt Kiechle die beim Echter Verlag erscheinende Buchreihe „Ignatianische Impulse“ heraus.

### Als Autor
- Kreuzesnachfolge. Eine theologisch-anthropologische Studie zur ignatianischen Spiritualität. Echter, Würzburg 1996, ISBN 3-429-01787-4 (Dissertation).
- mit Clemens Maaß: Der Jesuitenorden heute. Matthias-Grünewald-Verlag, Mainz 2000, ISBN 3-7867-8328-4.
- Ignatius von Loyola. Meister der Spiritualität. Herder, Freiburg im Breisgau 2001, ISBN 3-451-05068-4; Russisch: ISBN 5-88403-042-8; Spanisch: ISBN 84-254-2462-3; Schwedisch: ISBN 91-7580-332-1.
- Größer als unser Herz. Biblische Meditationen – Exerzitien im Alltag. Herder, Freiburg im Breisgau 2003, ISBN 3-451-28196-1; Polnisch: ISBN 83-7224-833-8.
- Sich entscheiden. Echter, Würzburg 2004, ISBN 3-429-02535-4; Englisch: ISBN 1-59471-035-X; Polnisch: ISBN 978-83-60703-26-7.
- Macht ausüben (= Ignatianische Impulse, Bd. 13). Echter, Würzburg 2005, ISBN 3-429-02700-4.
- Spielend leben. Echter, Würzburg 2008, ISBN 978-3-429-03075-9.
- Jesuiten. Zwischen Klischee und Realität. Topos plus Verlagsgemeinschaft, Kevelaer 2013, ISBN 978-3-8367-0848-7.
- Grenzen überschreiten. Papst Franziskus und seine jesuitischen Wurzeln. Echter, Würzburg 2015, ISBN 978-3-429-03857-1.
- Achtsam und wirksam. Führen aus dem Geist der Jesuiten. Herder, Freiburg 2020, ISBN 978-3-451-38924-5.
- Gott die Ehre. Kurze Theologie der ignatianischen Exerzitien. Echter, Würzburg 2021, ISBN 978-3-429-05667-4.